# Erich Volkmar von Berlepsch
Erich Volkmar von Berlepsch (* um 1525; † 26. August 1589 in Roßla) war Oberhofrichter in Leipzig und Oberhauptmann in Thüringen.

## Leben
Berlepsch studierte in Marburg, Leipzig und Wittenberg. Er setzte seine Studien vier Jahre in Italien fort, verbrachte ein Jahr in Frankreich und bereiste verschiedene Länder. Von seinen Reisen zurückgekehrt wurde er Rat des Kurfürsten August von Sachsen und war sechs Jahre Assessor am Reichskammergericht in Speyer.
1562 wurde er Oberhauptmann von Thüringen in Salza und Beisitzer am Oberhofgericht in Leipzig. Als erstgeborener Sohn von Sittig von Berlepsch trat er dessen Nachfolge als Erbkämmerer von Hessen an.
1563/64 nahm Berlepsch an Friedensverhandlungen in Rostock teil. Diese waren einberufen worden, um die kriegerischen Konflikte zwischen Schweden, Polen-Litauen, Dänemark und Russland um die Vorherrschaft im Ostseeraum zu beenden, verliefen allerdings ergebnislos. Berlepsch wurde im September 1563 ehrenhalber in die Matrikel der Universität Rostock eingetragen und war damit, wie andere Teilnehmer der Verhandlungen auch, für die Zeit seines Aufenthaltes der Jurisprudenz der Universität unterstellt.
Ab 1567 bis 1576 musste Berlepsch sich in wiederholten Missionen um Anna von Sachsen (1544–1577), die Nichte des Kurfürsten August, kümmern, die sich seit 1571 in Nassau-Dillenburg unter Hausarrest befand. Einer seiner letzten Aufträge in dieser Angelegenheit, datiert vom 15. November 1575, bestand darin, Anna zusammen mit dem Hauptmann Wolf Bosen in Beilstein abzuholen und nach Sachsen zu bringen, wo August sie aufgrund ihres gesundheitlichen Zustandes „vermauern“, also in fest vermauerte und vergitterte Räume bringen wollte. Gleichzeitig sollte Annas ehemaliger Rechtsberater und Liebhaber Jan Rubens aus Siegen entführt und zu einem „stillen Ende“ gebracht werden.
Berlepsch heiratete am 2. Februar 1563 Lucretia von Schleinitz, hinterließ jedoch keine Erben. Er starb auf der Wasserburg Roßla, die als Pfandbesitz durch Verschuldung der Grafen zu Stolberg in seinen Besitz gelangt war.